# Pseudoderopeltis microthorax
Pseudoderopeltis microthorax es una especie de cucaracha del género Pseudoderopeltis, familia Blattidae.

## Distribución
Esta especie se encuentra en Kenia.